# Fidesco
Fidesco est une organisation catholique de solidarité internationale qui envoie des volontaires pour mettre leurs compétences professionnelles au service de projets de développement ou d’actions humanitaires mis en œuvre par l'Église locale dans les pays du Sud.
C'est une association de bienfaisance (loi de 1901), reconnue d'utilité publique, habilitée à recevoir des dons et des legs.

## Historique
Fidesco a été fondée en 1981 par la Communauté de l'Emmanuel.
En juin 2018, Fidesco a 170 volontaires sur le terrain, répartis dans 23 pays :
- Afrique : (Afrique du Sud, Lesotho, Angola, Bénin, Cameroun, Guinée, Côte d'Ivoire, Kenya, République démocratique du Congo, Madagascar, Rwanda, Zambie)
- Amériques : (Brésil, Chili, Colombie, Cuba, Haïti, Pérou)
- Asie : (Indonésie, Philippines, Thaïlande, Cambodge, Timor oriental)

En mars 2021, le pape François reçoit en audience 45 membres de Fidesco pour les 40 ans de l'association. Depuis sa fondation en 1981, l'association a envoyé plus de 2 000 volontaires pour une ou plusieurs années.
Pour l'année 2022, Fidesco rapporte avoir 232 volontaires sur le terrain, dont 97 envoyés durant l'année.
En 2023, Fidesco produit le documentaire À nos enfants  réalisé par François Boueyrie. Il sera diffusé en ligne et le 9 mars 2023 au cinéma UGC de Montparnasse.

## Organisation
Fidesco est une association agréée par le ministère français des Affaires étrangères.

### Partenariats
Fidesco est membre des structures suivantes :
- Coordination Sud (organisation de coordination nationale des ONG françaises de solidarité internationale)[10] ;
- CLONG-Volontariat (comité de liaison des ONG de volontariat)[11] ;
- Conseil de la solidarité et de la diaconie, de la conférence des évêques de France[12] ;
- Groupement d'intérêt participatif France Volontaires[13].

## Les volontaires
Cette section est promotionnelle ou publicitaire (septembre 2023). Considérez son contenu avec précaution et/ou discutez-en.
Les volontaires ont le statut de VSI (Volontaire de la solidarité internationale). Les volontaires qui partent avec Fidesco sont des célibataires, des couples ou des familles désirant travailler pour les démunis au nom de leur foi, d’où le nom de FIDES – CO : foi et coopération.
Les volontaires Fidesco se mettent au service de partenaires locaux qui travaillent déjà pour le bien de populations défavorisées sans distinction de religion, d’ethnie ou de culture, dans des domaines très divers : éducation, enseignement, gestion, construction, santé, etc.
Les volontaires sont logés et disposent d’une indemnité mensuelle pour vivre dans des conditions simples mais justes au plus près des populations locales. Ils ne partent jamais seuls mais sont toujours en équipe avec d’autres volontaires pour vivre en proximité et bénéficier d’un soutien. Fidesco reste en contact avec tous ses volontaires durant la mission et leur rend visite au moins une fois par an.
Extraits de la charte du volontaire[réf. nécessaire] : 
- être volontaire Fidesco, c’est accepter de travailler sous la responsabilité des employeurs locaux dans le cadre d’un projet de développement ;
- être volontaire Fidesco, c’est partir pour une durée de un ou deux ans afin de mieux comprendre le pays et ses habitants, et de travailler à une mission qui porte réellement ses fruits ;
- être volontaire Fidesco, c’est donner priorité à la mission et en conséquence organiser sa vie dans le sens de la plus grande disponibilité au service des pauvres.